# AN/APG–77
Az AN/APG–77 az F–22 Raptor vadászrepülőgép rádiólokátora, melyet a Northrop és a Raytheon cég fejlesztett ki.
Maximális hatótávolsága 460 kilométer. A repülőgép törzsének elejébe fixen van beépítve, a fázisvezérelt antennarács sugárnyalábjának eltérítése teljesen elektronikus (AESA – Active Electronically Scanned Array). Ez gyorsabb működést és a mozgó alkatrészek hiánya miatt nagyobb megbízhatóságot eredményez. A rádiólokátor két meghibásodás közötti átlagos üzemidejét (MTBF – Mean Time Between Failures) 450 repült órára tervezik.
Összesen mintegy 2000 adóvevő elemet tartalmaz, melyek tömege egyenként 15 gramm, teljesítménye 4 watt. Látómezeje vízszintes irányban 120° széles. Mivel az adóvevő elemek egymástól függetlenül működnek, a rádiólokátor egyszerre több feladatot is el tud látni, például több irányban tud egyszerre célokat keresni, miközben másokat egyidejűleg követ. Képes rádióelektronikai zavarásra is. Lehetőség van a lokátorral kisugárzott jelek segítségével nagy távolságú, titkosított kommunikációra. A hagyományos lokátoroktól eltérően, melyek egy-egy nagy impulzust bocsátanak ki szabályos időközönként, meghatározott frekvencián, az APG–77 sok gyenge impulzust sugároz ki, mindegyiket eltérő frekvencián. Ez csökkenti az esélyét annak, hogy az ellenséges repülőgép besugárzásjelzője érzékelje az APG–77-es lokátort (LPI – Low Probability of Intercept). Egy cél felfedezése után a kisugárzott jelek erősségét azonnal lecsökkentik, hogy a lokátor éppen csak érzékelje a célt, csökkentve ezáltal a lelepleződés esélyét. A lokátor fejlett NCTR (Non-Cooperative Target Recognition – Nem Együttműködő Célok Felismerése) üzemmóddal rendelkezik, ami azt jelenti, hogy a célról képes olyan nagy felbontású kép készítésére, hogy ez alapján a repülőgép típusa megállapítható. A sorozatgyártású példányok képesek szintetikus apertúrájú üzemmódra is, ami a földön lévő tárgyakról tud nagy felbontású képet adni.
A rádiólokátort működés közben egy átalakított Boeing 757-esen tesztelték először. A lokátor fejlesztése közben szerzett tapasztalatok alapján tervezik az F–35 Lightning II AN/APG–81, valamint az F–16E/F AN/APG–80 lokátorát.